# Système institutionnel de protection
Pour les articles homonymes, voir SIP.
Un système institutionnel de protection ou système de protection institutionnel ou SIP, en espagnol : Sistema Institucional de Protección, est un système de concentration et de garantie mutuelle de caisses d'épargnes en Espagne. Les SIP ont été mis en place à la mi-2010. En Espagne, il est couramment désigné « fusion froide » (fusión fría), pour le distinguer d'une fusion-acquisition.

## Liste
| SIP                           | Marque commerciale | Abréviation                    | Caisses d'épargnes attachés | Participation | Administrateur |
| ----------------------------- | ------------------ | ------------------------------ | --------------------------- | ------------- | -------------- |
| Banco Financiero y de Ahorros | Bankia             | BFA                            | Caja Madrid                 | 52,06%        | 11             |
| Banco Financiero y de Ahorros | Bankia             | BFA                            | Bancaja                     | 37,70%        | 6              |
| Banco Financiero y de Ahorros | Bankia             | BFA                            | La Caja de Canarias         | 2,45%         | 2              |
| Banco Financiero y de Ahorros | Bankia             | BFA                            | Caja de Ávila               | 2,33%         | 2              |
| Banco Financiero y de Ahorros | Bankia             | BFA                            | Caixa Laietana              | 2,11%         | 2              |
| Banco Financiero y de Ahorros | Bankia             | BFA                            | Caja Segovia                | 2,01%         | 2              |
| Banco Financiero y de Ahorros | Bankia             | BFA                            | Caja Rioja                  | 1,34%         | 2              |
| Banca Civica                  | Banca Cívica       |                                | Caja Navarra                | 29,1%         | 5              |
| Banca Civica                  | Banca Cívica       | Cajasol                        | 29,1%                       | 5             |                |
| Banca Civica                  | Banca Cívica       | CajaCanarias                   | 21,3%                       | 4             |                |
| Banca Civica                  | Banca Cívica       | Caja de Burgos                 | 20,5%                       | 4             |                |
| Banco Mare Nostrum            | Banco Mare Nostrum | BMN                            | Caja Murcia                 | 41%           | 5              |
| Banco Mare Nostrum            | Banco Mare Nostrum | BMN                            | Caixa Penedès               | 28%           | 4              |
| Banco Mare Nostrum            | Banco Mare Nostrum | BMN                            | Caja Granada                | 18%           | 3              |
| Banco Mare Nostrum            | Banco Mare Nostrum | BMN                            | Sa Nostra                   | 13%           | 2              |
| Banco Grupo Cajatres          | Caja3              | caja3                          | Caja Inmaculada de Aragón   | 44%           | 4              |
| Banco Grupo Cajatres          | Caja3              | caja3                          | Caja Círculo de Burgos      | 31,5%         | 3              |
| Banco Grupo Cajatres          | Caja3              | caja3                          | Caja de Badajoz             | 24,5%         | 2              |
| Effibank                      | Liberbank          |                                | Cajastur                    | 66%           | 5              |
| Effibank                      | Liberbank          | Caja Extremadura               | 20%                         | 2             |                |
| Effibank                      | Liberbank          | Caja Cantabria                 | 14%                         | 1             |                |
| Kutxabank                     | Kutxabank          |                                | Bilbao Bizkaia Kutxa        | 57%           | 12             |
| Kutxabank                     | Kutxabank          | Kutxa Gipuzcoa y San Sebastián | 32%                         | 6             |                |
| Kutxabank                     | Kutxabank          | Caja Vital (Vital Kutxa)       | 11%                         | 2             |                |